# Ловћенска бригада
Ловћенска бригада је била квислиншка оружана формација у НД Црној Гори која је основана у марту 1942. године.
Почетком марта 1942. генерал Крсто Поповић, учесник Божићне побуне из 1918. мобилише своје присталице. Они се окупљају под црногорски алај-барјак и уз помоћ италијанских окупационих власти формира се Црногорска народна војска са предвиђеном укупном формацијом јачине између 6.000 и 8.000 људи, али стално активна је била једино Ловћенска бригада која је бројала 1.650 припадника. Ловћенској бригади су италијанске власти обезбједиле редовне плате, снабдијевање и наоружавање.
Припадници Ловћенске бригаде на народним капама су носили црногорске краљевске двоглаве орлове и у народу су били познати као зеленаши (по подјели на бјелаше и зеленаше из 1918. године).
Група Крста Поповића је била дистанцирана од групације окупљене око Секуле Дрљевића. 
У марту 1942. године, Алесандро Пирцио Бироли успијева да направи коалицију између четника и зеленаша. Под патронатом окупатора Црна Гора је подијељена на три сектора од којих један припада зеленашима, a друга два дијела четницима Павла Ђуришића и Баја Станишића. По повлачењу партизана за Босну, четници су напали зеленаше и то је био крај коалиције. У овом сукобу су Италијани узели зеленаше у заштиту. Од ових догађања па надаље, зеленаши одбијају да нападају партизане. Ловћенску бригаду, чији је командант био Крсто Поповић, захватило је расуло и Нијемци су је расформирали у новембру 1943. године, а Крста разоружали.